# Никифор Охридчанин
Никифор (на гръцки: Νικηφόρος Αχριδηνός) е български духовник, сисанийски епископ около 1746 – 1769 година.

## Биография
Митрополит Никифор е роден в Охрид в българския род Герасимови, затова и носи на гръцки прякора Ахридинос, тоест Охридчанин.
В 1746 година наследява сисанийската катедра от предшественика си Зосим. В 1749 година подпомага издавенето на „Одос Математикис“ на Методий Антракитис от Георгиос Константину Загориту. Никифор заедно с Евтимий II Костурски, Герман Воденски, Ананий III Струмишки, Генадий Корчански и Григорий Гревенски се оплаква пред Цариградската патриаршия от лошото състояние на Охридската архиепископия и успява да постигне закриването ѝ в 1767 година. При Никифор Сисанийската епископия е издигната в митрополия. В 1769 година Никифор подава оставка като сисанийски митрополит и заминава за Цариград, където умира в 1770 година.